# Fernspeisung
Von Fernspeisung spricht man in der Elektrotechnik, wenn eine per Signalleitung angebundene Systemkomponente über ihre Signalleitung auch mit Energie versorgt wird.
Dabei macht man sich den Umstand zunutze, dass eine Wechsel- und eine Gleichspannung einander überlagert, gemeinsam übertragen und technisch einfach wieder voneinander getrennt werden können. Die zur Energieversorgung eingespeiste Gleichspannung hat daher keinen Einfluss auf das als Wechselspannung übertragene Nutzsignal.
Da Signalleitungen meist keine hohen Leitungsquerschnitte aufweisen, ist die übertragbare Leistung begrenzt. Daher werden vorzugsweise Geräte mit geringem Leistungsbedarf ferngespeist. Typische Beispiele sind Signalverstärker, LNBs, Mess- oder Kommunikationsgeräte.
Häufig wird der Begriff Phantomspeisung synonym zu „Fernspeisung“ verwendet, das ist jedoch meist falsch. Phantomspeisung ist eine spezielle Art der Fernspeisung in der professionellen Tontechnik, die schaltungstechnisch auf die dort üblichen Leitungen (zwei Signaladern und Abschirmung) angewiesen ist.

## Anwendungsbeispiele

### Computertechnik
Mit Power-over-Ethernet-Technik (PoE) können beispielsweise WLAN-Accesspoints und IP-Telefone über die Datenadern mit Energie versorgt werden.

### Hochfrequenztechnik

Schaltplan eines Bias Tee

Um Antennensignalverstärker an signaltechnisch günstigen, oftmals exponierten Punkten installieren zu können, werden sie über die Antennenleitung mit Energie versorgt. Beispiele: Autoantenne auf dem Autodach, Kabelfernsehverstärker im Keller, Satellitenantenne auf dem Dach. Die Versorgung kann dabei entweder vom Empfangsgerät selbst oder einem zwischengeschalteten Fernspeisegerät gestellt werden. Separate Einspeiseelemente werden als Fernspeiseweiche oder in Anlehnung an die innere Schaltung als Bias-Tee (englisch, nach dem Buchstaben „T“) bezeichnet.

### Nachrichtentechnik
Beim analogen Telefon wird das Endgerät vom Amt über die zwei Sprechadern (fern-)gespeist; Schnurlostelefone und Modems machen davon keinen Gebrauch. Das unterscheidet diese von Ortsbatterie-gespeisten, sehr alten Telefonen und Feldtelefonen, deren deutlichstes Erkennungsmerkmal der Kurbelinduktor zur Erzeugung der Rufwechselspannung ist.
Bei ISDN-Teilnehmeranschlüssen werden der Leitungsabschluss (NTBA) und ggf. auch ein Endgerät über die Telefonleitung mit Energie versorgt (100 Volt Gleichspannung).

### Tontechnik
Ein Kondensatormikrofon enthält immer auch einen Verstärker, der mit Energie versorgt werden muss. Anstelle einer Batterie im Mikrofon kann dafür die Phantomspeisung oder Tonaderspeisung eingesetzt werden.
Der Mikrofon-Anschluss eines Computers oder einer Soundkarte stellt eine für Elektretmikrofone ausreichende Speisespannung zur Verfügung.